# North American T-2 Buckeye
North American T-2 Buckeye byl cvičný letoun námořnictva USA pro středně pokročilý výcvik, určený pro seznámení nových námořních letců s proudovými letadly. Vstoupil do služby v roce 1959 a byl nahrazen letounem T-45 Goshawk v roce 2008.

## Vývoj
První verze letounu vstoupila do služby v roce 1959 pod označením T2J-1. Tato verze byla přeznačena na T-2A v roce 1962 v rámci sjednocení značení letounů USAF a US Navy. Dvoumístné proudové letadlo bylo poháněno jedním proudovým motorem Westinghouse J34-WE-46/48. Letoun byl následně přepracován a jeden motor byl nahrazen dvěma proudovými motory Pratt & Whitney J60-P-6 pod označením T-2B. Varianta T-2C byla vybavena proudovými motory General Electric J85-GE-4 s tahem 13,1 kN. Varianta T-2D byla exportní verze letounu pro venezuelské letectvo, zatímco varianta T-2E byla prodána řeckému letectvu.
Buckeye byl navržen jako nízkonákladový víceúčelový cvičný letoun. Jeho rovná křídla se podobala křídlům použitým na letounu North American FJ-1 Fury. Jeho kokpit se podobal letounu T-28C. Výkony letounu T-2 se nacházely mezi letounem USAF T-37 Tweet a letounem TA-4J Skyhawk. Ačkoliv letouny T-2 nebyly vybaveny výzbrojí, letoun měl dva závěsníky pod křídly, které bylo možno osadit kulometem 0.50 palce nebo cvičnými bombami či raketami.
Všechny letouny T-2 Buckeye byly vyrobeny společností North American Aviation v závodě Air Force Plant 85, který se nachází na jih od mezinárodního letiště ve městě Columbus, stát Ohio. Bylo zde vyrobeno celkem 273 letounů. Jméno Buckeye (česky „Jírovec“ neboli hovorově „Kaštan“) bylo zvoleno podle státního stromu státu Ohio, kterým je Jírovec lysý (Aesculus glabra), stejně tak podle maskota státní univerzity Ohia.
Každý námořní letec a teoreticky i každý námořní letecký důstojník od konce 50. let 20. století do roku 2004 absolvoval výcvik na letounu T-2 Buckeye, který sloužil více než 40 let. V této úloze byl letoun nahrazen těsně podzvukovým letounem T-45 Goshawk (což je varianta letounu BAE Hawk pro US Navy), který je více srovnatelný s výkonnými podzvukovými cvičnými letouny nebo i nadzvukovým cvičným letounem USAF T-38 Talon. Nedávno byly letouny T-2 používány i jako řídicí letoun pro bezpilotní prostředky. Několik letounů T-2 Buckeye má v současné době civilní registraci a pravidelně se objevují na leteckých dnech.

## Varianty

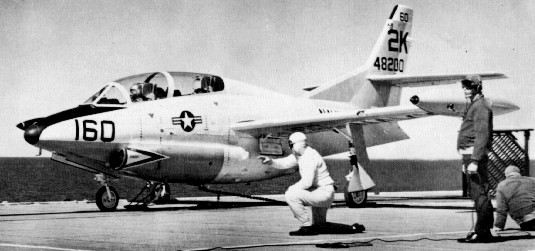
T-2A letky VT-7 na letadlové lodi USS Antietam (CV-36) na začátku 60. let 20. století.

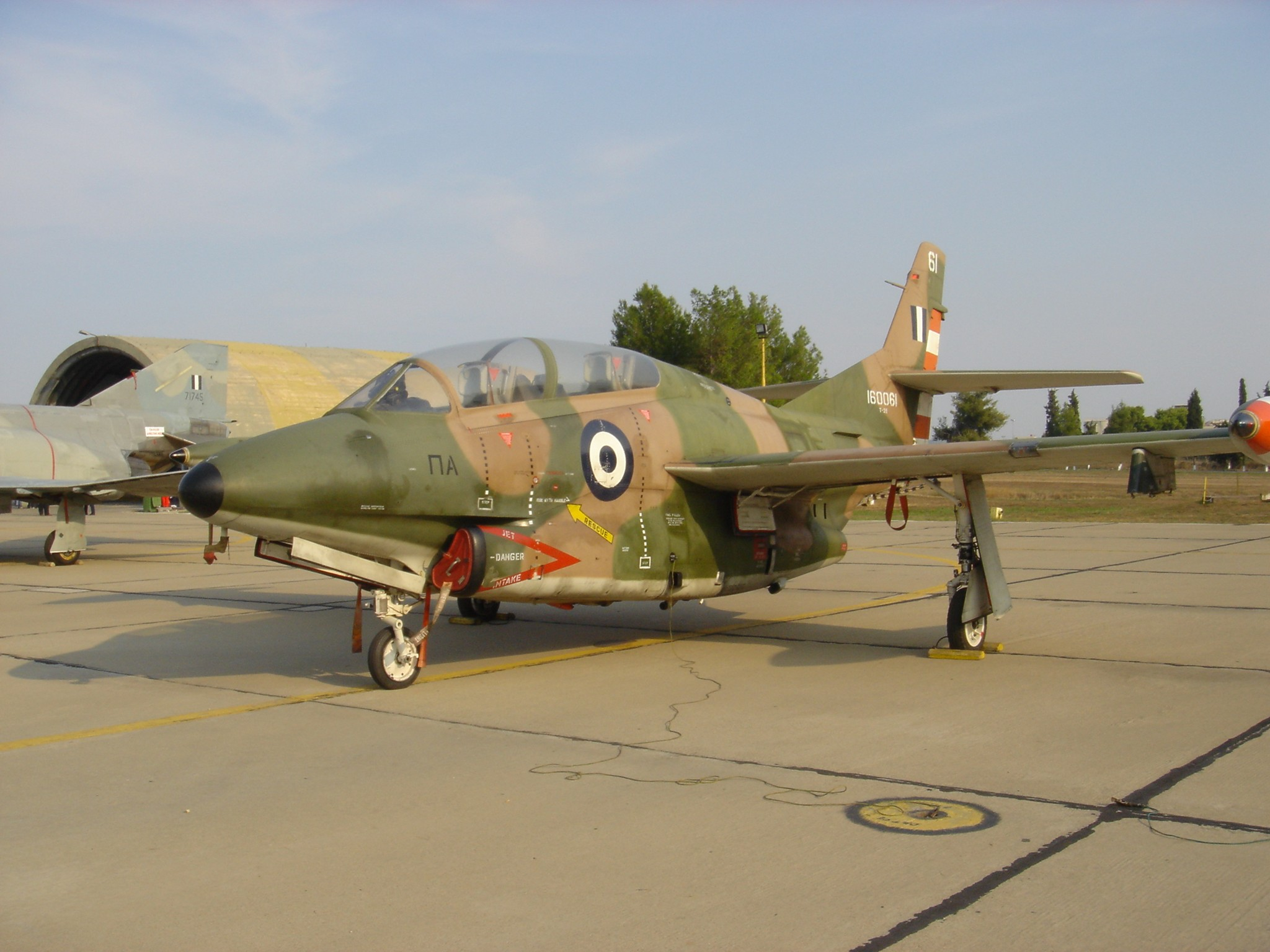
T-2E Buckeye řeckého vojenského letectva.

T-2A
Dvoumístný proudový letoun pro středně pokročilý výcvik poháněný turbínovým motorem Westinghouse J34-WE-46/48 o tahu 15,42 kN. Původní značení letounu bylo T2J-1 Buckeye. Bylo vyrobeno celkem 217 letounů této verze.
YT-2B
Dva letouny T-2A upravené jako prototypy letounu T-2B.
T-2B
Vylepšená verze, která byla poháněna dvěma proudovými motory Pratt & Whitney J60-P-6 s tahem 13,6 kN. Bylo postaveno 97 letounů.
YT-2C
Jeden letoun T-2B upravený jako prototyp letounu T-2C.
T-2C
Konečná verze pro US Navy poháněná dvěma proudovými motory General Electric J85-GE-4 s tahem 13,1 kN. Bylo postaveno 231 letounů.
DT-2B a DT-2C
Malý počet letounů T-2B a T-2C, které byly upraveny pro řízení bezpilotních prostředků.
T-2D
Vývozní varianta pro Venezuelu. Postaveno 12 kusů.
T-2E
Vývozní varianta pro Řecko. Postaveno 40 kusů.

## Uživatelé

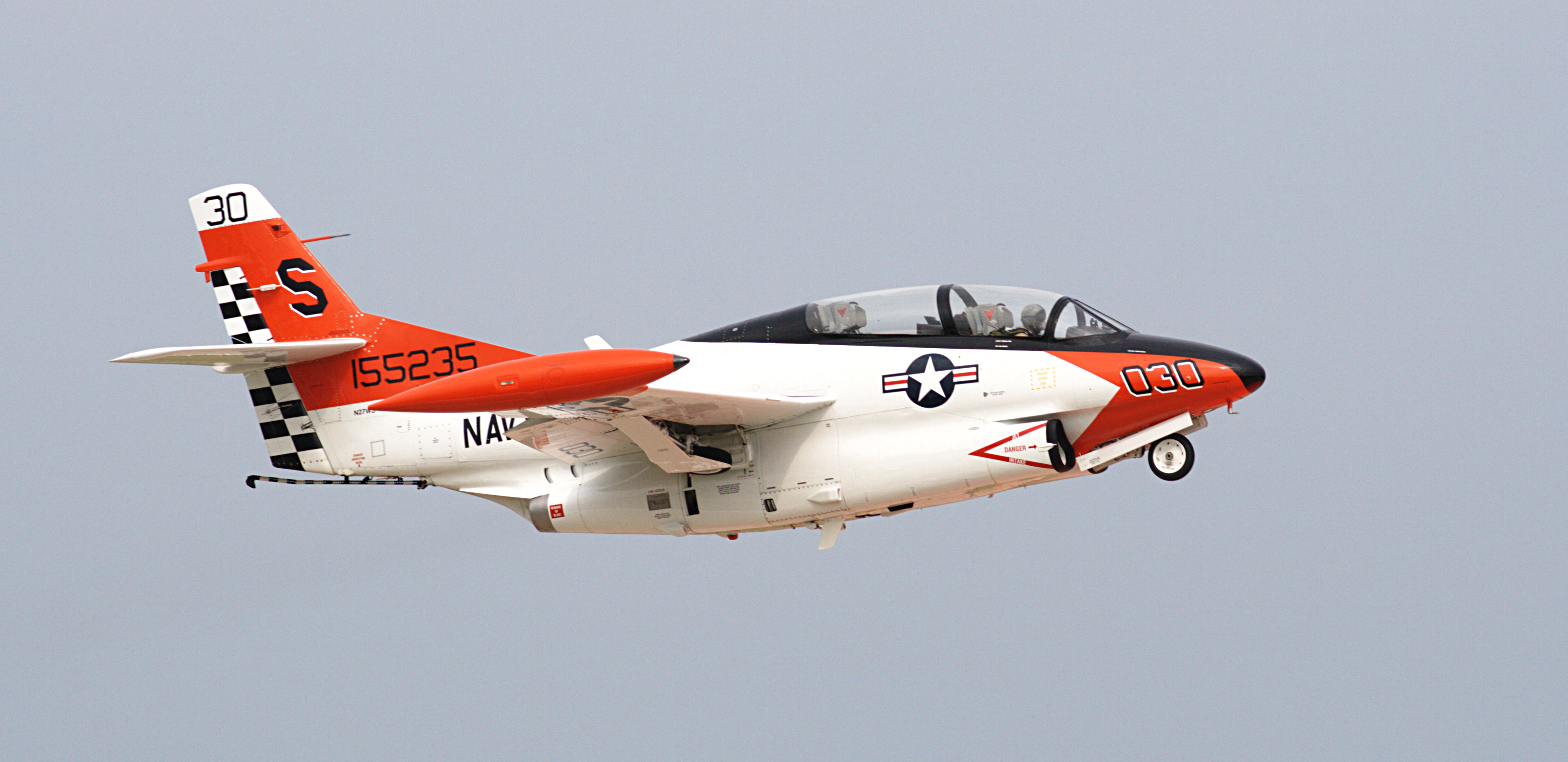
Letoun T-2B Buckeye s civilní registrací v barvách US Navy.

Řecko
- Řecké vojenské letectvo

 Spojené státy americké
- Americké námořnictvo

 Venezuela
- Venezuelské vojenské letectvo

## Specifikace (T-2B Buckeye)

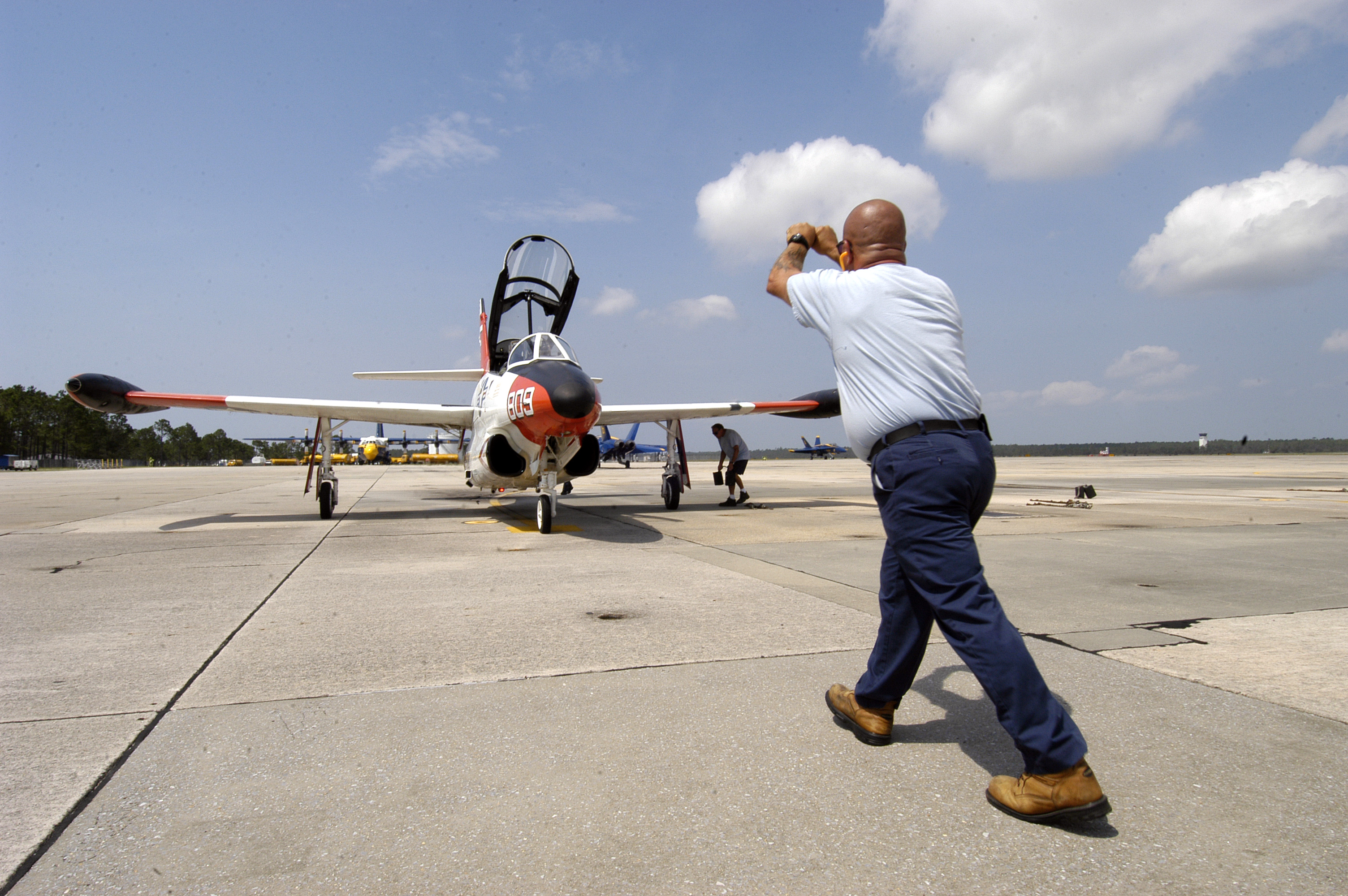
Letoun T-2C na námořní letecké základně Pensacola, Florida 30. srpna 2005.

Data pocházejí z oficiálních „Standard Aircraft Characteristics“.

### Technické údaje
- Posádka: 2
- Rozpětí: 11,62 m
- Délka: 11,67 m
- Výška: 4,51 m
- Nosná plocha: 23,68 m²
- Plošné zatížení: 269,7 kg/m²
- Prázdná hmotnost: 3 729 kg
- Max. vzletová hmotnost : 6 386 kg
- Pohonná jednotka: 2× proudový motor Pratt & Whitney J60-P-6
- Tah motoru: 13,6 kN

### Výkony
- Cestovní rychlost: 667 km/h (360 uzlů, 414 mph) ve výšce 13 000 m
- Maximální rychlost: 874 km/h (472 uzlů, 543 mph) ve výšce 1 200 m
- Dolet: 1 789 km (966 námořních mil)
- Dostup: 13 045 m
- Stoupavost: 36,33 m/s (2 180 m/min)

### Výzbroj
- Letoun nebyl standardně vybaven výzbrojí, na dvou závěsech pod křídly mohl nést cvičnou výzbroj.